# Совет муфтиев России
Централизованная мусульманская религиозная организация «Совет муфтиев России» — одна из общероссийских религиозных организаций мусульман совещательно-представительного характера. Основана в 1996 году. Резиденция — Московская соборная мечеть. Председатель — шейх Равиль Гайнутдин.

## История
Совет муфтиев России был основан 2 июля 1996 года в Москве на встрече муфтиев, созванной председателем Духовного управления мусульман Центрально-Европейского региона России (ДУМЦЕР) Равилем Гайнутдином, избранным председетелем нового объединения. Соучредителями помимо ДУМЦЕР стали Духовные управления мусульман Поволжья, Татарстана, Сибири, Оренбургской области и другие.
25 ноября 1998 года Совет муфтиев России объединился с Высшим координационным центром Духовного управления мусульман России и Координационным центром мусульман Северного Кавказа.
В феврале 2009 года Совет муфтиев получил предупреждение от Министерства юстиции РФ ввиду обнаружения в ходе проверки нарушений законодательства РФ.
В декабре 2009 года начались переговоры и консультации между руководителями мусульманских организаций России, ЦДУМ и ДУМ РФ включая СМФ, об объединении их в единую структуру, Но из-за разногласий Талгата Таджудиннова и Равиля Гайнутдинова процесс объединения мусульманских организаций приостановлен на неопределенное время.
В середине 2010-х годов, после того как крупнейший участник Совета муфтиев России ДУМЦЕР был преобразован в Духовное управление мусульман Российской Федерации, став одним из общероссийских муфтиятов, СМР, в свою очередь, стал сугубо представительным органом ряда духовных управлений мусульман.

## Взгляды
Руководство толерантно относится к ваххабизму в его мирной форме.
По мнению религиоведа Р. А. Силантьева, идеологией Совета муфтиев стал джадидизм — модернизаторское направление в российском исламе.